# 아인슈타인 계수
아인슈타인 계수(Einstein coefficient)는 다음과 같이 정의된다.
기체 원자의 흡수선 또는 방출선이 발생할 때, 낮은 에너지 준위에 있는 원자 밀도를 {\displaystyle n_{1}}, 높은 에너지 준위에 있는 원자 밀도를 {\displaystyle n_{2}}라 한다.
진동수 {\displaystyle \nu }인 원자 방출선은 방출계수 {\displaystyle \epsilon }로 기술될 수 있으며, 방출계수의 단위는 에너지/시간/부피/입체각이다. 그러면 {\displaystyle \epsilon \ dt\ dV\ d\Omega }는 단위시간 {\displaystyle dt}동안 단위부피 {\displaystyle dV}에서 입체각 {\displaystyle d\Omega }로 방출된 에너지이다. 원자선 복사의 경우 방출계수는
{\displaystyle \epsilon ={\frac {h\nu }{4\pi }}n_{2}A_{21}\,}
인데, 이때 {\displaystyle A_{21}}가 바로 자연방출의 아인슈타인 계수이다. 아인슈타인 계수의 값은 특정 원자의 고유 성질과 전자가 오가는 두 특정 에너지 준위에 따라 고정된다.
흡수선의 경우 흡수계수 {\displaystyle \kappa }로 기술될 수 있으며, 흡수계수의 단위는 1/길이이다. 그러면 {\displaystyle \kappa \ dx}는 진동수 {\displaystyle \nu }의 빛줄기가 거리 {\displaystyle dx}를 이동하면서 흡수된 휘도 비율이 된다. 흡수계수는
{\displaystyle \kappa '={\frac {h\nu }{4\pi }}~(n_{1}B_{12}-n_{2}B_{21})\,}
인데, 이때 {\displaystyle B_{12}}와 {\displaystyle B_{21}}는 각각 흡수와 유도방출의 아인슈타인 계수이다. 자연방출의 아인슈타인 계수 {\displaystyle A_{21}}과 마찬가지로 이것들의 값도 특정 원자의 고유 성질과 전자가 오가는 두 특정 에너지 준위에 따라 고정된다.